# Окино, Бетти
Элизабет Энн («Бетти») Окино (англ. Elizabeth Anne ("Betty") Okino; родилась 4 июня 1975 года в Энтеббе, Уганда) — американская актриса, бывшая гимнастка — Олимпийская медалистка.

## Карьера
Бетти Окино родилась в Энтеббе, Уганда. В 1984 году семья Окино переехала в США, где в относительно позднем возрасте она начала заниматься гимнастикой. К 1988 году, спустя четыре года, она стала принимать участие в американских национальных чемпионатах. В 1990 году Окино переехала в Хьюстон, где тренировалась со спортсменами Марта и Бела Каройи. В 1990 году в США она заняла второе место в многоборье и выиграла соревнования на бревне; представляла Соединённые Штаты Америки на нескольких крупных международных соревнованиях, в том числе на Играх доброй воли, где она завоевала серебряную медаль в командном первенстве в составе американской команды, заняла четвёртое место в многоборье и на брусьях. Окино входила в состав сборной США в 1991 году на чемпионате мира по спортивной гимнастике, завоевав серебряную медаль в командном первенстве и бронзу на бревне. Она также выиграла в 1991 году американский Кубок.
В 1992 году на первенстве мира Окино завоевала серебряную медаль на брусьях. Однако серьёзные травмы позвоночника заставили её пропустить некоторые соревнования года. Несмотря на это, она была включена в состав сборной США на Олимпийских играх 1992 года. Окино помогла американской сборной одержать первую победу на играх и завоевать бронзовую медаль. ,

## Личная жизнь
Мать Бетти Окино, Аурелия Матей, родом из Румынии, а отец, Фрэнсис Окино — из Уганды. Родители познакомились во время учёбы на ветеринаров в Бухаресте. Бетти свободно говорит на румынском языке. Этот навык пригодился ей во время тренировок в тренажерном зале и на международных соревнованиях, где она могла свободно общаться с румынскими тренерами и гимнастками.
После ухода из гимнастики Окино стала работать в шоу-бизнесе. Она выступала в парке SeaWorld, снималась во многих телевизионных шоу и фильмах, включая Moesha, Эон Флакс и телесериал ФАКультет.

## Выступления на Олимпиадах
| Олимпиада                                   | Дисциплина             | Место              |
| ------------------------------------------- | ---------------------- | ------------------ |
| Летние Олимпийские игры 1992 года Барселона | Абсолютный зачет       | 12                 |
| Летние Олимпийские игры 1992 года Барселона | Командные соревнования | 3                  |
| Летние Олимпийские игры 1992 года Барселона | Вольные упражнения     | 14 (квалификация)  |
| Летние Олимпийские игры 1992 года Барселона | Опорный прыжок         | 5T (квалификация)  |
| Летние Олимпийские игры 1992 года Барселона | Брусья                 | 17T (квалификация) |
| Летние Олимпийские игры 1992 года Барселона | Бревно                 | 6                  |